# Linienrasterverfahren

Farbdia nach dem Joly-Linienraster-Verfahren (1898)

Als Linienrasterverfahren bezeichnet man ein fotografisches Verfahren der Farbfotografie, das nach der additiven Farbmischung arbeitet.

## Funktionsweise
Bei einem fotografischen Film, der nach dem Linienrasterverfahren arbeitet, befinden sich vor der Emulsionsschicht eines Schwarzweißfilms Farbstoffpartikel, die in den drei additiven Grundfarben eingefärbt sind; diese Partikel sind linienförmig und damit – im Gegensatz zum Kornrasterverfahren – regelmäßig angeordnet und wirken bei der Aufnahme wie Farbfilter.
Beispiele für Linienrasterfilme sind:
- Dufaycolor,
- Kesdacolor,
- Polacolor.

Der PolaChrome CS (ISO 40/17°) von Polaroid ist ein Spezialfilm für die Schnellentwicklung, der nach dem Linienrasterverfahren funktioniert und im Polaroid AutoProcess (nicht E-6) verarbeitet wird.

## Geschichte und Entwicklung
Die Grundlagen der Farbfotografie gehen auf Experimente von James Clerk Maxwell aus dem Jahr 1861 zurück, die auf den zu Beginn des 19. Jahrhunderts von Thomas Young entwickelten Theorien über die physiologischen Grundlagen der Farbwahrnehmung basierten. Erste praktische Anwendungen stammen von Louis Ducos du Hauron und Charles Cros sowie Frederic Ives (1888).
Frühe additive Verfahren der Farbfotografie sind die Farbrasterplatte von James W. McDonough (1892) und das Linienrasterverfahren von John Joly (1894).
Agfacolor, der erste Kleinbildfilm für Farbdias nach dem Linienrasterverfahren, wurde 1933 von Agfa auf den Markt gebracht.